# Шункиркол
Шункирко́л (каз. Шұңқыркөл) — село у складі Осакаровського району Карагандинської області Казахстану. Адміністративний центр та єдиний населений пункт Кундуздинського сільського округу.
Населення — 422 особи (2021; 587 у 2009, 776 у 1999, 927 у 1989).
Національний склад станом на 1989 рік:
- казахи — 100 %.

До 2002 року село називалось Богучар.